# Delain Sasa
 (mai 2025).
Pour les articles homonymes, voir Sasa (homonymie).
Delain Sasa, né le 9 mars 1979, est un ancien footballeur professionnel congolais qui jouait au poste d'attaquant. Il a joué en Allemagne pour le Bayer Leverkusen II et le KFC Uerdingen 05, en Turquie pour Erzurumspor et en Albanie pour le KF Partizani Tirana et Flamurtari.